# Børselva
Il fiume Børselva (Lingua sami settentrionale: Bissojohka) scorre nel territorio del comune di Porsanger nella contea di Finnmark, in Norvegia. Nasce nell'altopiano interno del Finnmark e sfocia nel Porsangerfjord. Il fiume è lungo 76,2 km ed ha un bacino idrografico di 882,81 km².  Ha una portata media alla foce di 18,47 m³ / s.
Il fiume è noto per la pesca al salmone.